# Air Bud 4 : Un chien du tonnerre
Série Air Bud
Air Bud 3
(2000) Air Bud superstar
(2003)
Pour plus de détails, voir Fiche technique et Distribution.
Air Bud 4 : Un chien du tonnerre ou Un toutou à la rescousse ou Tobby 4 : Le Frappeur étoile au Québec (Air Bud : Seventh Inning Fetch) est un film américain sorti en 2001. Il a également été intitulé Tobby méga super champion.
C'est le quatrième film de la série inaugurée par Air Bud : Buddy star des paniers en 1997, mettant en vedette un golden retriever. Il s'agit de l'un des films de la franchise Air Bud dont les droits appartiennent à Air Bud Entertainment et non à The Walt Disney Company qui se charge seulement de sa distribution dans certains pays.

## Synopsis
Andrea, qui a joint l'équipe de baseball de son collège, a découvert que Buddy avait un talent pour ce sport ! Pendant que la saison progresse, une découverte vient la bouleverser : les chiots de Buddy ont été enlevés, avec l'aide d'un nouveau venu : Rocky le raton laveur. Buddy devra de pair chercher à retrouver ses chiots tout en étant le prochain frappeur des Angels d'Anaheim des ligues majeures !

## Distribution
- Kevin Zegers (VF: Donald Reignoux VQ : Hugolin Chevrette) : Josh Framm
- Caitlin Wachs (VQ : Bianca Gervais) : Andrea Framm
- Chantal Strand (VQ : Geneviève Déry) : Tammy
- Cynthia Stevenson (VQ : Hélène Mondoux) : Jackie Framm
- Kevin Dunn (VQ : Thiéry Dubé) : Patrick Sullivan
- Shayn Solberg : Tom Stewart
- Hannah Marof et Emma Marof : bébé Noah Sullivan
- Molly Hagan (VQ : Élise Bertrand) : Coach Crenshaw
- Patrick Cranshaw (VQ : Yves Massicotte) : Shérif Bob
- Frank C. Turner (VQ : Pierre Auger) : Carlton
- Richard Kam (VQ : Thiéry Dubé) : Patrick
- Doug Funk (VQ : Benoit Éthier) : Phil, le facteur
- Jay Brazeau (VQ : Claude Préfontaine) : Professeur Siles

## Anecdotes
- Dans ce quatrième volet de la série, le nom du chien (Buddy) a été traduit en France par Tobby, contrairement au Québec où il porte ce nom dans tous les films.
- Cynthia Stevenson a repris le rôle de Jackie Framm dans ce quatrième volet. L'actrice avait aussi pris le rôle de Jackie Framm dans Air Bud 2 mais pas dans Air Bud 3.
- Kevin Dunn est le troisième acteur à avoir pris le rôle de Patrick Sullivan après Gregory Harrison dans Air Bud 2 et Dale Midkiff dans Air Bud 3.